# Pegomya nigrifemur
Pegomya nigrifemur är en tvåvingeart som beskrevs av Stein 1918. Pegomya nigrifemur ingår i släktet Pegomya och familjen blomsterflugor. Inga underarter finns listade i Catalogue of Life.